# Католицька церква в Кот-д'Івуарі
Като́лицька це́рква в Ко́т-д'Івуа́рі — друга християнська конфесія Кот-д'Івуару. Складова всесвітньої Католицької церкви, яку очолює на Землі римський папа. Керується конференцією єпископів. Станом на 2004 рік у країні нараховувалося близько 2 841 000 католиків (15,11% від усього населення). Існувало 14 діоцезій, які об'єднували 287 церковних парафій.  Кількість  священиків — 889 (з них представники секулярного духовенства — 652, члени чернечих організацій — 237), постійних дияконів — 6, монахів — 533, монахинь — 831.